# Contea di Santa Rosa
La contea di Santa Rosa (in inglese Santa Rosa County) è una contea della Florida, negli Stati Uniti. Il suo capoluogo amministrativo è Milton.

## Geografia fisica
La contea ha un'area di 3.040 km² di cui il 13,35% è coperta d'acqua e fa parte dell'Area Statistica Metropolitana di Pensacola-Ferry Pass-Brent. L'area può essere divisa in tre regioni, la nord, la sud e la centrale, le quali convergono tutte verso la strada principale che attraversa la contea da est ad ovest. Confina con:
- Contea di Escambia - nord
- Contea di Okaloosa - est
- Contea di Escambia - ovest

## Storia
La Contea di Santa Rosa fu creata nel 1842 e fu nominata così in onore di Santa Rosa da Viterbo una santa cattolica.

## Città principali
- Milton
- Gulf Breeze

## Politica
| Anno | Repubblicani | Democratici | Altri |
| ---- | ------------ | ----------- | ----- |
| 2004 | 77,3%        | 21,8%       | 0,9%  |
| 2000 | 72,1%        | 25,4%       | 2,4%  |
| 1996 | 62%          | 25,8%       | 11,2% |
| 1992 | 52,9%        | 20%         | 27,1% |
| 1988 | 77,9%        | 21,6%       | 0,5%  |